# Elżbieta Traple
Elżbieta Barbara Traple, z d. Łuczyńska (ur. 28 kwietnia 1947 w Katowicach, zm. 20 sierpnia 2021 w Krakowie) – polska prawniczka, adwokat, profesor nauk prawnych, nauczycielka akademicka w Katedrze Prawa Cywilnego Wydziału Prawa i Administracji Uniwersytetu Jagiellońskiego.

## Życiorys
Była córką Bronisławy (z d. Mocewicz) i Zbigniewa Łuczyńskich. Dzieciństwo spędziła w Gliwicach.
W 1965 rozpoczęła studia prawnicze na Wydziale Prawa i Administracji Uniwersytetu Jagiellońskiego, które ukończyła w 1969, broniąc pracę magisterską napisaną pod kierunkiem Stefana Grzybowskiego. W latach 1970–1972 odbyła aplikację sędziowską.
Od 1972 pracowała w nowo powstałym Międzyuczelnianym Instytucie Wynalazczości i Ochrony Własności Intelektualnej Uniwersytetu Jagiellońskiego. W 1974 ukończyła na UJ Podyplomowe Studium Ochrony Własności Przemysłowej. W 1977 obroniła pracę doktorską Dzieło zależne jako przedmiot prawa autorskiego.
Od 1979 pracowała w Katedrze Prawa Cywilnego UJ, w 1991 uzyskała na podstawie pracy Ustawowe konstrukcje w  zakresie majątkowych praw autorskich i  obrotu nimi w dobie kryzysu prawa autorskiego stopień doktora habilitowanego, w 2011 tytuł profesora zwyczajnego w zakresie nauk prawnych
Od 1992 wykonywała równocześnie zawód adwokata. Od 1993 prowadziła kancelarię prawną, funkcjonującą współcześnie pod nazwą Traple Konarski Podrecki i Wspólnicy.
Od 1981 była członkiem zespołu ds. prawa prasowego Centrum Obywatelskich Inicjatyw Ustawodawczych Solidarności Uczestniczyła w pracach nad ustawami o prawie autorskim i prawach pokrewnych (uchwalona w 1994) i kinematografii (uchwalona w 2005), współtwórczyni Związku Autorów i Producentów Audiowizualnych
Od 2009 pełniła funkcje Prezesa Sądu Polubownego przy Izbie Przemysłowo-Handlowej w Krakowie, była członkiem Rady do Spraw Cyfryzacji przy Ministerstwie Administracji i Cyfryzacji, arbitrem Sądu Arbitrażowego przy Krajowej Izbie Gospodarczej w Warszawie, arbitrem Komisji Prawa Autorskiego przy Ministerstwie Kultury i Dziedzictwa Narodowego, członkinią Deutsches Anwaltsinstitut w Bochum.
W 2003 została odznaczona Złotym Krzyżem Zasługi, w 2005 Brązowym Medalem „Zasłużony Kulturze Gloria Artis”.
W 2017 wydano na jej cześć publikację pt. Experientia docet. Księga jubileuszowa ofiarowana Pani Profesor Elżbiecie Traple (red. Tomasz Targosz, Paweł Podrecki, Piotr Kostański, Wolters Kluwer Polska, Warszawa 2017 ISBN 978-83-8107-661-6).
Jej mężem był matematyk Janusz Traple. Razem z nim i Eugeniuszem Bodurą weszła w 1976 na niezdobyty wcześniej sześciotysięcznik w Himalajach, w ramach wyprawy Klubu Tatrzańskiego PTTK z Krakowa
W 2003 odznaczona Złotym Krzyżem Zasługi. Pochowana na cmentarzu Rakowickim.

## Wybrane publikacje
- Dzieło zależne jako przedmiot prawa autorskiego, Wydawnictwo Prawnicze, Warszawa 1979;
- Ustawowe konstrukcje w zakresie majątkowych praw autorskich i obrotu nimi w dobie kryzysu prawa autorskiego, nakł. Uniwersytetu Jagiellońskiego, Kraków 1990;
- Komentarz do ustawy o  prawie autorskim i  prawach pokrewnych, Warszawa 1995 – współautor (kolejne wydania jako Ustawa o  prawie autorskim i  prawach pokrewnych. Komentarz (2001, 2003), Prawo autorskie i prawa pokrewne. Komentarz (2005, 2011);
- Ochrona konsumenta, cz. 1, Opracowanie analityczne, Warszawa 1998 (red.) – razem z Michałem du Vall;
- rozdziały Autorskie prawa majątkowe i Tymczasowe środki ochrony autorskich i pokrewnych praw majątkowych, w: System Prawa Prywatnego, t. 13, Prawo autorskie, Warszawa 2003;
- Prawo reklamy i promocji, Warszawa 2007 (red.), także autorka rozdziałów Dobra osobiste w  reklamie i Reklama a  prawo autorskie;
- Umowy o eksploatację utworów w prawie polskim, Wolters Kluwer, Warszawa 2010;
- IP Student. Prace z zakresu prawa własności intelektualnej, Kraków 2010 (red.);
- rozdział Naruszenie patentu, w: System Prawa Prywatnego, t. 14A, Prawo własności przemysłowej, Warszawa 2012;
- rozdział Roszczenia z tytułu naruszenia praw własności przemysłowej, w: System Prawa Prywatnego, t. 14B, Prawo własności przemysłowej, Warszawa 2012;
- rozdział Zagadnienia ochrony praw własności intelektualnej pozostające w  związku z  prawem farmaceutycznym, w: Prawo farmaceutyczne – zagadnienia regulacyjne i cywilnoprawne, Warszawa 2012;
- Ochrona gry komputerowej. Aktualne wyzwania prawne, Wolters Kluwer, Warszawa 2015 (red.);
- Prawo patentowe, Warszawa 2017 (red.)., tam także współautorka rozdziałów Teorie uzasadniające ochronę patentową i ocena jej gospodarczego znaczenia, Korzystanie z cudzych wynalazków i przeniesienie prawa, Szczególne zasady ochrony patentowej produktów leczniczych i Ochrona praw podmiotowych – z Michałem du Vall